# Privalia

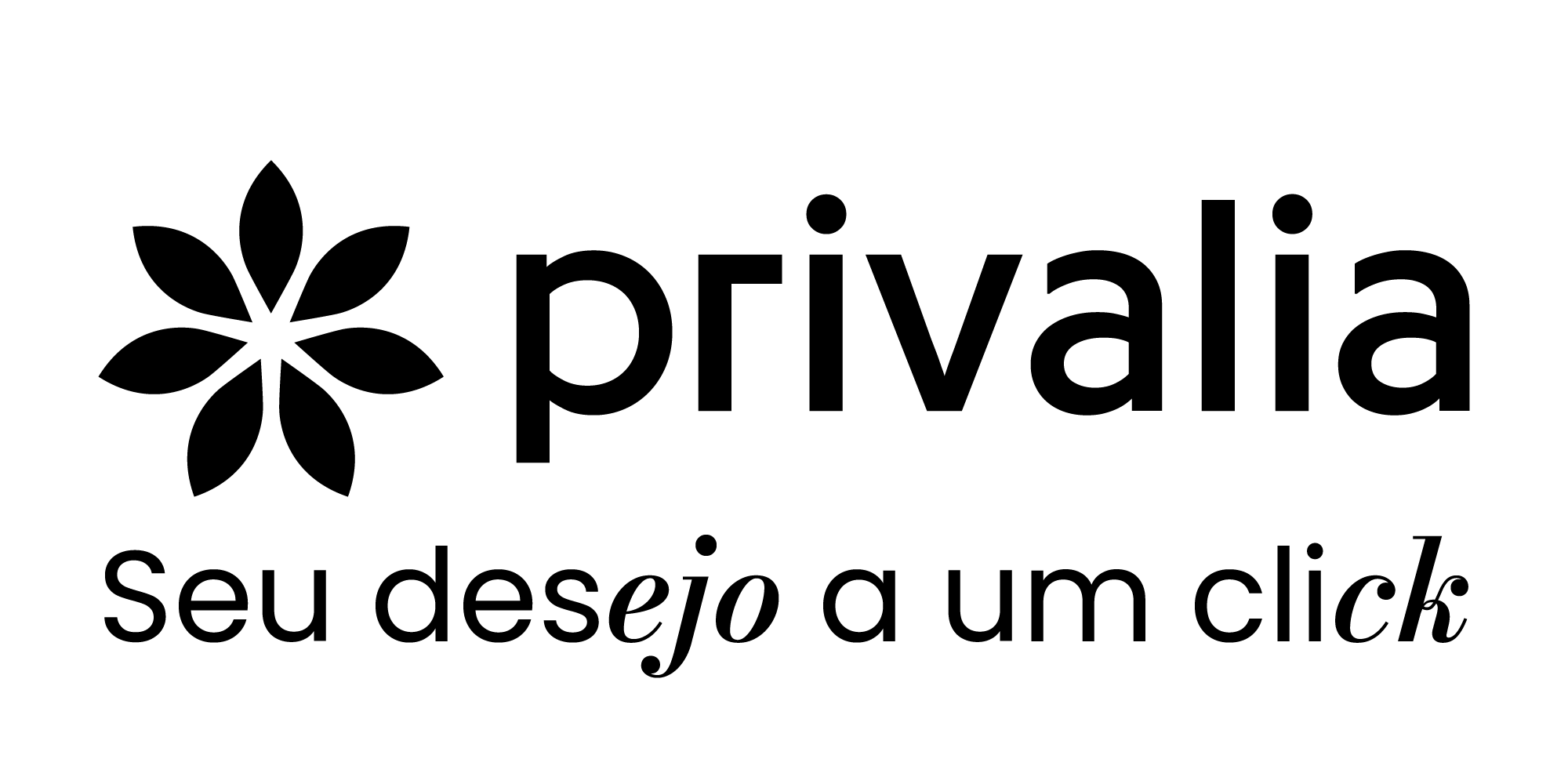
Logo Privalia

Privalia, nome comercial de Privalia Venda Directa SA, é uma empresa catalã de moda online, que operava na Espanha, Itália, México e Brasil, neste último sendo o mercado mais ativo. Além do segmento de moda, a Privalia opera outras dez categoriasː moda, calçados, kids, Home&Decor, beleza, acessórios, esportes, travel, vinho & gastronomia, eletrônicos e pets.
A Privalia organiza campanhas curtas de loja monomarca (com duração entre 7 e 10 dias). O Brasil é o principal mercado internacional. Em 2023, a Privalia fechou o ano com uma receita bruta de R$ 1,3 bilhão.

## História
Fundada em 2006, na Espanha, por Lucas Carné e José Manuel Villanueva, a Privalia surgiu com a proposta de criar um clube de compras online. A ideia era oferecer aos membros acesso a descontos em produtos de marcas renomadas, com a condição de que essas ofertas fossem exclusivas e limitadas no tempo.
A Privalia começou suas operações no Brasil em 2008, com ofertas no segmento de roupas. A partir de 2015, a companhia reforçou seus investimentos em infraestrutura logística e equipe operacional, com foco em ganhos de eficiência e melhoria do nível de serviço – como resultado desses esforços, reduziu o Tempo de Espera do Cliente 37 dias em 2014 para 13 dias em 2020.
Em 2016, foi adquirida pela varejista francesa Veepee, tornando-se uma subsidiária integral, em um movimento que incluiu a operação brasileira. No ano de 2018, a companhia inaugurou seu centro de distribuição localizado em Extrema, no estado de Minas Gerais.
Em 2019, o grupo Veepee vendeu a Privalia México para o grupo local Axo. Em janeiro de 2021, a Privalia Brasil protocolou pedido de oferta pública inicial de ações (IPOs, em inglês) na Comissão de Valores Mobiliários (CVM).
Em 2023, a Privalia decidiu ampliar seu modelo de negócio no Brasil, deixando de vender apenas itens de liquidação das marcas, para contemplar todo o ciclo de vida dos produtos das empresas parceiras. Elas também passaram a definir o portfólio, o preço e a entrega. Ao fazer isso, a Privalia traz para o Brasil algo que seu controlador, o grupo francês Veepee, já fazia na Europa há três anos, o Brandsplace, onde as marcas têm uma infraestrutura digital completa para ofertar seus produtos à base de usuários.

Como parte do seu projeto de expansão, a empresa lançou também, em 2023, o Privalia Ads no ambiente digital, possibilitando o uso da audiência da plataforma em suas estratégias de mídia.